# Eugenia sumbensis
Eugenia sumbensis là một loài thực vật có hoa trong Họ Đào kim nương. Loài này được Greves mô tả khoa học đầu tiên năm 1928.